# Триггерная стратегия
Триггерная стратегия (англ. trigger strategy) в некооперативной теории игр — класс стратегий в повторяющихся играх. Использующий триггерную стратегию игрок вначале сотрудничает с оппонентом, но по достижении определённых условий — триггера — начинает его наказывать. Эти условия подразумевают отклонение оппонента от стратегии сотрудничества. Отклонение может быть однократным или многократным в зависимости от рассматриваемой триггерной стратегии. Строгость наказания также варьируется.

## Примеры
- «Око за око» (англ. tit for tat) — наказание следует сразу за отклонением и продолжается столько, сколько оппонент отклоняется.
- «Око за два ока» (англ. tit for two tats) — наказание следует за два отклонения подряд.
- «Вечная кара» (англ. grim) — наказание следует сразу за отклонением и продолжается бесконечно.